# Hugo Alfvén
Hugo Emil Alfvén (Estocolm, 1 de maig de 1872 – Falun, (Comtat de Dalarna), 8 de maig de 1960) va ser un compositor i director d'orquestra suec.

## Biografia
Després d'estudiar al Conservatori d'Estocolm del 1887 al 1891, Alfvén va continuar els seus estudis en els camps del violí i la composició de manera privada. També va ser violinista a l'orquestra de la cort del 1890 al 1892 i després va actuar com a solista. El 1897 i el 1898 va rebre més lliçons de violí de César Thomson a Brussel·les. En els anys següents, gràcies a una beca, va poder viatjar per Europa i continuar els seus estudis allà.
Des de jove, Alfvén ha passat sovint els estius a l'arxipèlag d'Estocolm amb la seva família. Alfvén era un mariner apassionat. El mar i l'arxipèlag es van convertir en temes importants en les seves obres musicals: les peces per a piano Skärgårdsbilder, el poema simfònic En Skärgårdssägen, la quarta simfonia Från Havsbandet. A la segona simfonia, el mar i la navegació són imatges de vida i mort en sentit simbòlic.
El 1902 va conèixer a Sicília Marie Krøyer, la dona del pintor danès Peder Severin Krøyer, amb qui es va casar el 1912. El matrimoni va fracassar i, després d'un llarg procés, es va divorciar el 1936.
Els anys 1903 i 1904 va ser professor interí de composició al Conservatori d'Estocolm. També ha viatjat per molts països europeus com a director convidat. Com a director, Alfvén va interpretar principalment les seves pròpies obres. Des de 1910 Alfvén va treballar com a director musical a la Universitat d'Uppsala. Va ocupar aquest càrrec fins al 1939. Per tal de poder recuperar-se dels seus esforços professionals, Alfvén i Marie Krøyer van construir una casa d'estiueig a l'estil dalecarlià a Tällberg am Siljanssee, Dalarna. Durant les seves nombroses estades a Dalarna, es va desenvolupar una profunda connexió amb aquest paisatge suec, que va ser entès en el romanticisme nacional com el "Botiga de la cultura popular sueca".
També va ser molt actiu com a director de cor, tant a Uppsala (Orphei Drängar) com a Dalarna, on va assumir la direcció del cor Siljan. Alfvén va arranjar cançons populars sueques per al Siljanschor i va escriure noves composicions amb ressons de la música popular sueca. Amb els dos cors, Alfvén va fer gires amb èxit a l'estranger (per exemple, Noruega, EUA). Després de divorciar-se de Marie Krøyer, Alfvén es va casar el 1936 amb Karin Wessberg, a qui va dedicar, entre altres coses, la famosa elegia de la seva música per al drama històric Vi sobre Gustav II Adolf. Com que Alfvén va haver de renunciar a la seva casa a Tällberg durant la separació de Marie Krøyer, va construir una nova casa a Tibble, prop de Leksand am Dalälv amb donacions recollides del públic suec. Aquesta casa és ara un museu.
Alfvén, que era considerat com el compositor nacional de Suècia, va rebre molts honors; Entre altres coses, va rebre un doctorat honoris causa per la Universitat d'Uppsala el 1917 i es va convertir en membre de la Reial Acadèmia Sueca de Música d'Estocolm el 1908. A més del seu talent musical, Alfvén tenia un gran talent com a pintor. Quan era adolescent s'havia format com a pintor. S'han conservat nombroses aquarel·les amb paisatges, retrats individuals i autoretrats. Hugo Alfvén també va ser un narrador talentós: ell mateix va publicar les seves memòries en quatre volums, que expliquen els seus nombrosos viatges i aventures amb un estil fluid.

## Estil
A la seva terra natal, Alfvén v. a. es va fer un nom a través de les seves composicions inspirades en el folklore suec, com les seves obres corals o la seva obra més famosa, la Midsommarvaka (Swedish Rapsodia núm. 1) Op. 19. Encara que Alfvén va fer una contribució notable a la simfonia sueca amb les seves simfonies, va trobar difícil establir-se com a simfonista a Suècia. Sobretot, la seva quarta simfonia Från Havsbandet va ser probablement més apreciada a l'estranger que a casa seva a causa de la seva pronunciada llengua romàntica tardana d'influència alemanya. En aquestes obres, però, la música popular no té un paper decisiu (a excepció de la Simfonia núm. 3, que va ser composta a Itàlia i el lent moviment de la qual evoca records melancòlics de la pàtria sueca). El material folklòric es presenta simfònicament a la tercera rapsòdia, el Dalarapsodi op.47, i al ballet Den förlorade sonen. El ballet Bergakungen (El rei de la muntanya) combina material popular i instrumentació extraordinària fins a un punt àlgid de la seva obra. A més, es van crear nombroses cantates com a obres ocasionals per a aniversaris i altres festes, que també estaven vinculades a la funció d'Alfvén com a Director Musices a la Universitat d'Uppsala.
Alfvén va ser un tècnic destacat que dominava la finesa compositiva com el contrapunt. Tenia una instrumentació brillant; en particular, els timbres extremadament diferenciats de les seves obres orquestrals són més que notables. Aquí es mostra influenciat d'una banda pel romanticisme tardà francès (que s'havia conegut gràcies al seu servei orquestral a l'òpera) i d'altra banda per Richard Strauss, un compositor amb el qual estilísticament va estar de totes maneres molt proper. En general, Alfvén, juntament amb Wilhelm Stenhammar i Wilhelm Peterson-Berger, és l'exponent més destacat del romanticisme suec tardà. Les seves obres són d'una qualitat excepcional; tanmateix, la seva inspiració va disminuir significativament en anys posteriors. Alfvén és una de les figures més importants de la història de la música sueca.

## Treballs
Obres orquestrals
- - Simfonia núm. 1 en fa menor, Op. 7 (1896/97, rev. 1904)
  - Simfonia núm. 2 en re major, Op. 11 (1897/98)
  - Simfonia núm. 3 en mi major, op. 23 (1905)
  - Simfonia núm. 4 en do menor, Op. 39 "Från Havsbandet" (De l'arxipèlag més exterior) per a soprano, tenor i orquestra (1918/19)
  - Simfonia núm. 5 en la menor, Op. 54 (1942, 1952/53)
  - "En skärgårdssägen" (Una llegenda d'arxipèlag), poema simfònic op. 20 (1904)
  - "Midsommarvaka“ (Rellotge d'estiu), Swedish Rhapsody No. 1 Op. 19 (1903)
  - "Uppsalarapsodi", Rapsòdia sueca núm. 2 Op. 24 (1907)
  - "Dalarapsodi", Rapsòdia sueca núm. 3 Op. 47 (1931)
  - Drapa op. 27 (1908)[1]

Obres escèniques
- - "Bergakungen" (El rei de la muntanya), ballet op. 37 (1916–23)
  - "Den förlorade sonen" (The Prodigal Son), ballet (1957)

Música vocal
- - 9 cantates per a solistes, cor i orquestra
  - Cors, p. "Alba al costat del mar" (1933)
  - uns 60 arranjaments de cançons populars per a cor
  - unes 50 cançons

Piano i música de cambra
- - "Skärgårdsbilder" (Imatges de l'arxipèlag), 3 peces per a piano op. 17 (1901/02)
  - Nocturn en do sostingut major per a piano (1911)
  - "Il primo amore", vals per a piano (1937)
  - Sonata per a violí op. 1 (1895)

## Literatura
- Alfvén, Hugo, Första Satsen, Ungdomsminnen, Estocolm 1946.
- Alfvén, Hugo, Tempo Furioso, Walking Year, Estocolm 1948.
- Alfvén, Hugo, En major i menor, Dels anys d'Uppsala, Estocolm 1949.
- Alfvén, Hugo, Final, Estocolm 1952.
- Alfvén, Hugo, Lletres sobre la música, hg. von Gunnar Ternhag, Södertälje 1998.
- Alfvén, Hugo, Amb salutació i encaixada de mans, Carta sobre música, hg. von Gunnar Ternhag, Södertälje 2001.
- Hedwall, Lennart, Hugo Alfvén, La vida i l'obra d'un compositor suec, Estocolm 1973.
- Hedwall, Lennart, Hugo Alfvén, una biografia fotogràfica, Arboga, 1990.
- Hugo Alfvén - un guia, hg. von Gunnar Ternhag i Jan Olof Rudén, Södertälje 2003.
- Hugo Alfvén - vida i obres sota una nova llum, hg Gunnar Ternhag i Joakim Tillman, Vilnius 2012.
- Johannes, Per (Hg.), Krök Jerk recorda Ankarcrona i Alfvén, després de la gravació en cinta preparada per Per Johannes, Leksand 1975.
- Musikrevy, Nordic Journal of Music and Gramophone, Jg. 27, 1972, núm. 2 (die ganze Ausgabe der Zeitschrift ist Hugo Alfvén gewidmit).
- Composicions de Rudén, Jan Olof, Hugo Alfvén. Llista de fonts i obres. Estocolm 1972.
- Svensson, Sven E., Hugo Alfvén com a home i artista, Uppsala 1946.

## Document de to
- Hugo Alfvén, La Cantata op. 31 i 45, Malmö Opera Orchestra & Choir, Sterling 2003
- Hugo Alfvén, The symphonies & rhapsodies, Royal Stockholm Philharmonic Orchestra, BIS 2004
- Hugo Alfvén, Filmmusik, Orquestra Simfònica de Norrköping, Orquestra Simfònica de Helsingborg, Sterling 2012

### Hugo Alfvén Conductor
- Simfonia núm. 2, Allegro, Radio Service Symphony Orchestra, Aufnahme 1945 [Phono Suecia, PSCD 109]
- Simfonia núm. 3, Concert Society Symphony Orchestra, Aufnahme 1947 [Phono Suecia, PSCD 109]
- Simfonia núm. 4, „Från havsbandet“, Birgit Nilsson, Soprano und Einar Andersson, Tenor, Konsertföreningens symphonyorkester, Aufnahme 1947 [Phono Suecia, PSCD 109]
- Midsommarvaka, Stockholm Radio Orchestra, Aufnahme 1940 [Phono Suecia, PSCD 109]
- Vetlla d'estiu, capella de la cort, Aufnahme 1954 [Societat Sueca, SCD 1003]
- Dalarapsodi, Stockholm Radio Orchestra, Aufnahme 1940 [Phono Suecia, PSCD 109]
- En skärgårdsägen, Stockholm Concert Association Orchestra [Phono Suecia, PSCD 79]
- The Prodigal Son, Court Chapel, Aufnahme 1957 [Societat Sueca, SCD 1003]

## Entrevistes radiofòniques
Entrevista amb motiu de l'enregistrament del Midsommarvaka amb l'Hovkapellet l'any 1954, Hugo Alfvén explica la creació i el programa del poema simfònic, gravat el 8 d'octubre de 1954 [Societat Sueca, SCD 1003]